# Plumiphora pratti
Plumiphora pratti är en fjärilsart som beskrevs av Antonius Johannes Theodorus Janse 1931. Plumiphora pratti ingår i släktet Plumiphora och familjen mott. Inga underarter finns listade i Catalogue of Life.